# Robert Filliou
Robert Filliou   (Sauve, 17 de gener de 1926 - Las Eisiás de Taiac, 2 de desembre de 1987) va ser un poeta i artista francès involucrat amb el grup Fluxus.

## Biografia
Neix el 1926 en la localitat francesa de Sauve i mor el 1987 en un monestir budista de Las Eisiás de Taiac (Dordonya). El 1947 es trasllada a viure als Estats Units. Allà es gradua en economia en la Universitat de Califòrnia a Los Angeles. Durant els següents anys treballa per a l'ONU en el desenvolupament d'un programa de recuperació econòmica a Corea. A començaments dels anys 60 entra en contacte amb una sèrie de poetes i artistes que determinen l'inici de la seva carrera com a "creador permanent".

## Obra
El 1960 Filliou coneix a l'aleshores ballarí i poeta Daniel Spoerri amb qui publicarà els Pièges à mots (1964), una sèrie de muntatges visuals que prenen cos a les expressions fetes de la parla.
El 1962, en el Festival of Misfits que havia organitzat a Londres junt amb Daniel Spoerri, Filliou fa un dispositiu per compondre poemes: un parell de ruletes fetes amb rodes de bicicleta envoltades de paraules i expressions. El públic assistent pot compondre obres efímeres amb tan sols fer girar les rodes.
El 1967, com a part d'una discussió amb el pioner del happening Allan Kaprow organitzada per la Universitat estatal de Nova York, Filliou replanteja la fundació d'un Institut de Creació Permanent. La denominada 'Creació permanent' es distingeix per l'elaboració d'una obra lúdica de mínim impacte. L'art no monumental promogut per Filliou juga, més aviat, a alterar el sentit de la realitat, al mateix temps que estimula la participació a través del joc: «L'artista ha d'adonar-se'n que forma part d'un medi més ampli, el de la Creació Permanent que es desplega al seu entorn per tot arreu i allà on hi vagi».